# Girvan Dempsey
Girvan Thomas Dempsey (Dublín, 2 de octubre de 1975) es un ex–jugador irlandés de rugby que se desempeñaba como fullback. Fue internacional con el XV del Trébol de 1998 a 2008.

## Selección nacional
Fue seleccionado al XV del Trébol por primera vez para las eliminatorias para la Copa Mundial de Gales 1999 y debutó contra Georgia. Disputó su último partido en noviembre de 2008 ante los All Blacks.
Se ubica como uno de los máximos anotadores de tries en su seleccionado. En total jugó 82 partidos y marcó 95 puntos, productos de 19 tries.

### Participaciones en Copas del Mundo
Participó en las Copas del Mundo de Australia 2003 siendo titular indiscutido, jugó todos los partidos y marcó un try. En Francia 2007 Irlanda llegó como una de las favoritas, sin embargo la historia fue distinta: tras dos victorias, en la tercera jornada cayeron ante Les Bleus y Dempsey perdió el puesto con Geordan Murphy, en el siguiente partido fueron eliminados por los Pumas.
| Mundial                       | Sede      | Resultado        | PJ | Tries |
| ----------------------------- | --------- | ---------------- | -- | ----- |
| Copa Mundial de Rugby de 2003 | Australia | Cuartos de final | 5  | 1     |
| Copa Mundial de Rugby de 2007 | Francia   | Fase de grupos   | 3  | 1     |

## Palmarés
- Campeón de la Copa de Campeones de 2008–09.
- Campeón del Pro14 de 2001–02 y 2007–08.
- Campeón del Interprovincial Championship de 1996, 1998 y 2002.